# Jacquetta Lucemburská
Jacquetta Lucemburská, hraběnka z Rivers (1415/1416 – 30. květen 1472) byla nejstarší dcerou Petra I. Lucemburského, hraběte ze Saint-Pol, Conversana a Brienne a jeho manželky Markéty z Baux. Byla přední, ale často přehlížená, postava ve Válkách růží. Přes své krátkodobé první manželství s vévodou z Bedfordu, bratrem krále Jindřicha V. Anglického, byla pevně spojená s rodem Lancasterů. Nicméně, po porážce Lancasterů v bitvě u Towtonu, se i se svým druhým manželem Richardem Woodvillem přidala na stranu Yorků. Tři roky po bitvě a přestoupení k Eduardovi IV., se její nejstarší dcera Alžběta za Eduarda provdala a stala se anglickou královnou. Jacquetta porodila Woodvillovi 14 dětí a stanula před soudem na základě obvinění z čarodějnictví, ale byla zproštěna viny.

## Rodina a původ
Její otec Petr I. Lucemburský, hrabě ze Saint-Pol, byl také v letech 1397-1433 hrabětem z Brienne.
Petr byl následníkem svého otce, Jana Lucemburského, pána z Beauvoir, a matky Markéty z Enghien, kteří v letech 1394 až 1397 vládli jako hrabě a hraběnka z Brienne. Jan byl čtvrtou generací potomků Walerana I. Lucemburského, pána z Ligny, druhého syna Jindřicha V. Lucemburského a Markéty z Baru. Byl z větve rodu Lucemburků vládnoucí v Ligny-en-Barrois.
Jacquettina prababička z otcovy strany, Mahaut ze Châtillonu, byla potomkem Beatrix Anglické, dcery krále Jindřicha III. a Eleonory Provensálské. Jacquettina matka, Markéta z Baux, byla dcerou Františka z Baux a Suevy Orsini. Sueva byla potomkem Šimona z Montfortu a Eleonory Anglické, nejmladšího dítěte Jana Bezzemka a Isabely z Angoulême.
Lucemburkové se považovali za potomky vodní víly Melusíny, přes jejich předka Siegfrieda I. Lucemburského. Jacquetta byla vzdálenou sestřenicí Zikmunda Lucemburského, císaře Svaté říše římské, krále českého a uherského.

## Raná léta
Většina Jacguettina raného života je záhadou. Narodila se na počátku Lancasterské fáze Stoleté války. Její strýc, Jan, hrabě z Ligny, stál v čele vojenské skupiny, která zajala Johanku z Arku. Držel jí v zajetí v Beaurevoir a později ji předal Angličanům.

## První manželství
Dne 22. dubna 1433 se v 17 letech, v Therouenne provdala za Jana z Lancasteru, 1. vévodu z Bedfordu. Vévoda byl třetím synem Jindřicha IV. Anglického a Marie de Bohun, tudíž byl vnukem Jana z Gentu, vévody z Lancasteru, třetího syna krále Eduarda III. Manželství bylo bezdětné a Jan 15. září 1435 v Rouenu zemřel. Jak bylo v té době zvykem, si i po druhé svatbě Jacquetta udržela titul svého prvního manžela a byla vždy známá jako vévodkyně z Bedfordu, což je vyšší než titul hraběnky. Jacquetta zdědila třetinu vévodových hlavních majetků jako vdovský podíl.

## Druhé manželství
Sir Richard Woodville, syn Richarda Wydevilla, který sloužil jako poslední vévodův komoří, byl pověřen králem Jindřichem VI., aby mladou vdovu po Bedfordovi přivezl do Anglie. Během cesty se do sebe pár zamiloval a někdy před 23. březnem 1437 se tajně, bez vědomí krále, vzali. Jacquettě byly uděleny majetky po jejím prvním manželovi pod podmínkou, že se znovu nevdá bez králova svolení. Když se král Jindřich o sňatku dozvěděl, odmítl ji už kdykoli vidět, uklidnila ho až pokuta, kterou zaplatili, ve výši £1000. Manželství bylo dlouhé a velmi plodné: Jacquetta s Richardem měli čtrnáct dětí, včetně budoucí královny Alžběty Woodvillové. Jejich prvorozený syn Ludvík zemře ve 12 letech na horečku.
V polovině 40. let 15. století, měli Woodvillové vlivné postavení. Jacquetta byla manželstvím příbuzná jak krále Jindřicha, tak jeho manželky Markéty z Anjou. Její sestra, Isabela, se provdala za Markétina strýce, Karla z Maine, zatímco Jacquetta byla vdova po strýci Jindřicha VI. Hned po královně byla nejvýznamnější dámou u dvora. Měla také zvláštní privilegia a vliv u dvora. Královna Markéta v roce 1448 ovlivnila Jindřicha VI., aby Richardovi Woodvillovi udělil titul barona z Rivers, a na počátku Válek růží byl předním přívržencem rodu Lancasterů.

## Války růží
Dne 29. března 1461, Yorkové rozdrtili Lancasteri v bitvě u Towntonu, a na trůn usedl první král z rodu Yorků, Eduard IV. Manžel nejstarší Jacquettiny dcery Alžběty (sir Jan Grey) byl zabit o měsíc dříve ve Druhé bitvě u St Albans, kterou vyhráli Lancasterové pod vedením Markéty z Anjou. U Towntonu se však vše obrátilo ve prospěch Yorků.
Eduard IV. se seznámil s ovdovělou Alžbětou a brzy se s ní tajně oženil. Ačkoli termín není znám přesně, svatba se uskutečnila zřejmě 1. května 1464 v rodinném domě Woodvillů v Northamptonshire (zúčastnila se jí pouze Jacquetta a dvě věrné dámy). Alžběta byla dne 26. května 1465, v neděli po svátku Nanebevstoupení Páně, korunována královnou. Manželství zničilo plány Eduardova bratrance Richarda Nevilla, který sjednával pro Eduarda politicky výhodný sňatek s Francií.
Alžbětinou svatbou Woodvillové získali výtečné postavení a moc. Jacquettin manžel Richard se stal hrabětem z Rivers a v březnu 1466 byl jmenován královským pokladníkem. Jacquetta našla bohaté a vlivné partnery pro své děti a pomohla svým vnoučatům dosáhnout vysokého postavení. Zařídila svatbu svého 20letého syna, Jana, s bohatou vdovou Kateřinou Nevillovou, vévodkyní z Norfolku, která byla o 45 let starší než on. Vzestup Woodvillů vytvořil rozsáhlé nepřátelství mezi Yorky, včetně Richarda Nevilla a králových bratrů Jiřího a Richarda, kteří byli vytlačeni z královy přízně bývalými Lancastery.
V roce 1469, se Richard Neville otevřeně rozešel s Eduardem IV. a dočasně ho sesadil. Hrabě z Rivers a jeho syn Jan byli Nevillem zajati a dne 12. srpna v Kenilworthu popraveni. Jacquetta svého manžela přežila o tři roky, zemřela v roce 1472, ve věku asi 56 let.

## Obvinění z čarodějnictví
Krátce potom, co Neville popravil jejího manžela, Thomas Wake, Nevillův stoupenec, obvinil Jacquettu z čarodějnictví. Wake přinesl na hrad Warwick obraz a tvrdil, že ho Jacquetta chtěla použít pro kouzla a čáry. Tvrdil také, že John Daunger, farář z Northamptonu, by mohl potvrdit, že Jacquetta dělala ještě dva jiné obrázky, jeden pro krále a jeden pro královnu. Případ šel stranou, když Richard Neville propustil Eduarda z vazby, a Jacquetta byla 21. února 1470 zproštěna viny. V roce 1484 Richard III. v zákoně známém jako Titulus Regius, obnovil obvinění z čarodějnictví proti Jacquettě, když tvrdil, že obstarala Alžbětin sňatek s Eduardem přes čarodějnictví. Nicméně, Richard nikdy neposkytl důkaz na podporu svých tvrzení.

## Dědictví
Přes dceru Alžbětu byla babičkou Alžběty z Yorku, královny a manželky Jindřicha VII.

## Potomci
1. Alžběta Woodvillová
2. Ludvík
3. Anna Woodvillová
4. Antonín Woodville
5. Jan Woodville
6. Jacquetta
7. Lionel Woodville
8. Eleonora
9. Markéta
10. Marta
11. Richard Woodville z Rivers
12. Eduard Woodville
13. Marie Woodvillová
14. Kateřina Woodvillová